# Zebince (gmina Vladičin Han)
Zebince (cyr. Зебинце) – wieś w Serbii, w okręgu pczyńskim, w gminie Vladičin Han. W 2011 roku liczyła 67 mieszkańców.